# Giuliopoli (Rosello)
Giuliopoli è una frazione di Rosello, comune della provincia di Chieti, Italia. Fa parte, insieme al capoluogo comunale, della Comunità Montana Medio Sangro.

## Storia
In origine il castello normanno era detto "di Pila o di Filo". Poi nel XIV secolo durante il governo di Ladislao di Durazzo il feudo passò alla città di Lanciano; nel 1517 fu di Guidone Ferramosca, fino all'acquisto di Giulio Caracciolo signore di Villa Santa Maria.
Giuliopoli prende il nome da Giulio Caracciolo, fratello di San Francesco Caracciolo.
Giulio Caracciolo prese il feudo nel 1637 ricostruendo il castello, alla sua morte, è stato sepolto nella chiesa di Roio del Sangro.
Nel settembre del 1640 Giulio Caracciolo fu posata la prima pietra del paese.
Inizialmente il paese contava 70 anime, in seguito, nell'800 contava 200 unità dedite perlopiù all'agricoltura ed alla pastorizia.
Nel 1656 un'epidemia di peste falcidiò la popolazione; non si conosce l'esatto numero di morti, tuttavia qualcuno azzarda una stima del 25% sul totale della popolazione.
Nel '700 una frana nella contrada dietro le vigne diede l'aspetto attuale con un avvallamento mentre precedentemente la zona era pianeggiante.
Nel 1764 una gelatura che provocò gravi difficoltà nel paese causò l'emigrazione di 20 famiglie su 30. Le famiglie che decisero di restare vissero di stenti (verdure e pere selvatiche) per un tempo indefinito.
Nel 1805, per volontà del governo francese, Giuliopoli perdette l'autonomia amministrativa, tuttavia fino al 1806 il paese, in effetti, era dotata di un'Università. In seguito le riunioni comunali si tennero a Roio del Sangro per motivazioni tuttora ignote. In seguito Giuliopoli divenne frazione di Rosello.
Nel 1837 un'epidemia di colera uccise il 10% della popolazione allora residente nel paese.
Nel 1854 una tempesta scoperchiò il tetto della chiesa parrocchiale.
L'11 novembre 1943 i tedeschi fecero saltare con le mine tutte le case del paese.
Negli anni sessanta l'emigrazione in cerca di fortuna fece ridurre drasticamente la popolazione. Popolazione che ogni tanto ritorna per le ferie.

## Monumenti e luoghi d'interesse
Secondo alcuni è il paese con più monumenti rispetto alla densità di abitanti.

### Castello medievale dei Conti di Rosello
Il Castello di Giuliopoli, fu sede dei Pellegrini Conti di Timbriade e di Rosello. Nella seconda guerra mondiale fu parzialmente distrutto. Successivamente fu restaurato negli anni settanta, ma conserva parti originali.

I terrazzi al terzo piano sono ad uso esclusivo degli ospiti.

Si può ammirare un panorama a 360° dal castello.

Nel 2º piano vi è una biblioteca con libri che spaziano in generi vari e sono scritti in più lingue.

Nel seminterrato vi è una taverna detta del cinghiale con mura originarie della casa natale del conte Odilio; dalla taverna ci si può immettere nel Giardino dei Leoni.

Dalla piscina e dal terrazzo del Salone delle armature vi è un belvedere sul lago di Bomba. Inoltre dal belvedere della piscina si può ammirare anche il Monte Fischietto.
Oggi il castello è l'attrazione principale del borgo, perché trasformato in hotel.

### Villa storica "Santarello"
Il "Santarello" è una villa comunale donata dal conte Odilio che abbellì il giardino con statue di artisti provenienti da Vicenza. Nei pressi vi è una fontana in pietra veronese degli stessi artisti.

### Monumento a Padre Pio
Il busto di Padre Pio è opera di G. Marinelli realizzata nelle fonderie di bronzo di Agnone, la statua è protetta da un tempietto con 4 colonne e cupola di rame. Anche quest'opera è voluta dal conte Odilio.

### Fonte civica della piazza
Nella piazza principale vi è una fontana (chiamata "La Fonte") di marmo in stile romanico. La fontana è stata realizzata nel 1896. La vasca che raccoglie l'acqua è servita da tre cannelle poste su un muro terminante con un timpano contornato da paraste di pietra..

### Statua dell'Assunta e di San Casimiro
La statua della Madonna dell'Assunta sita all'ingresso lato Rosello è posta a 15 m dal suolo.
La statua di San Casimiro, voluta anch'essa dal Conte Odilio, il quale l'ha commissionata sempre agli stessi maestri di Vicenza che la realizzarono in un unico blocco di pietra, raffigura il santo con corona, spada sguainata, scudo corona in testa, sguardo fiero, su un cavallo in atteggiamento quasi rampante.

### Chiesa parrocchiale di San Tommaso
La chiesa di San Tommaso è stata realizzata nel 1657; è ad unica navata e nella cupola absidale vi sono degli affreschi; sul lato destro vi sono delle colonne toscane fatte aggiungere dal conte Odilio.

### Lavatoio Fontanavecchia
Il lavatoio è una piccola fontana in pietra che ricorda una fontana preesistente del 1º maggio 1809 detta "Alla Fontanavecchia".